# Carmen Werner Bolín
Carmen Werner Bolín (23 de febrero de 1906-29 de abril de 2000) fue una activista española de la Sección Femenina de Falange Española.

## Biografía
Nacida en Málaga en 1906, era hija del VII Conde de San Isidro. Estrecha amiga de José Antonio Primo de Rivera, desde fecha temprana formó parte de la Falange. El comienzo de la Guerra civil le sorprendió en Málaga; si bien ella no fue víctima de la represión republicana, varios miembros de su familia sí fueron fusilados.
Delegada provincial de la Sección Femenina (SF) de Falange en Málaga, durante algún tiempo también dirigió la sección de Falange en la provincia malagueña. Posteriormente Pilar Primo de Rivera la nombró regidora central de la Organización Juvenil femenina y jefe de la Sección de Jerarquías y Culturas de la SF. También dirigió los cursos de educación física de la SF, que comenzaron en 1938. En la capital malagueña contó con la estrecha colaboración de la escritora Mercedes Formica.
De origen parcialmente alemán, Carmen Werner fue una simpatizante de la Alemania nazi. En 1937 lideró una comitiva de la Sección Femenina que visitó Alemania, donde visitaron instalaciones de las Juventudes Hitlerianas cerca de Darmstadt y asistieron al Congreso del Partido Nazi en Núremberg.
En 1941 contrajo matrimonio, aunque siguió ocupando puestos de relevancia en la Sección Femenina.

## Obras
- 1958. Convivencia social: formación familiar y social. Madrid.[11]